# Abbaye de Montigny-lès-Vesoul
L'abbaye de Montigny-lès-Vesoul dite aussi « abbaye des dames nobles » est une abbaye de clarisses urbanistes, fondée en 1286 à Montigny-lès-Vesoul dans la Haute-Saône. Les bâtiments actuels datent essentiellement du XVIIIe siècle.

## Histoire
Héloïse de Joinville, sœur de Jean de Joinville et veuve de Jean de Faucogney, vicomtesse de Vesoul, songe à installer une abbaye de femmes à Montigny depuis 1265. L'abbaye de clarisses urbanistes, avant de devenir un chapitre de Dames nobles au XVIIIe siècle, est finalement fondée en 1286 au lieu-dit « Champ de Blacon » et dotée de biens et dîmes à Montigny, Chariez, Montsote et à la Grange-du-Bois.

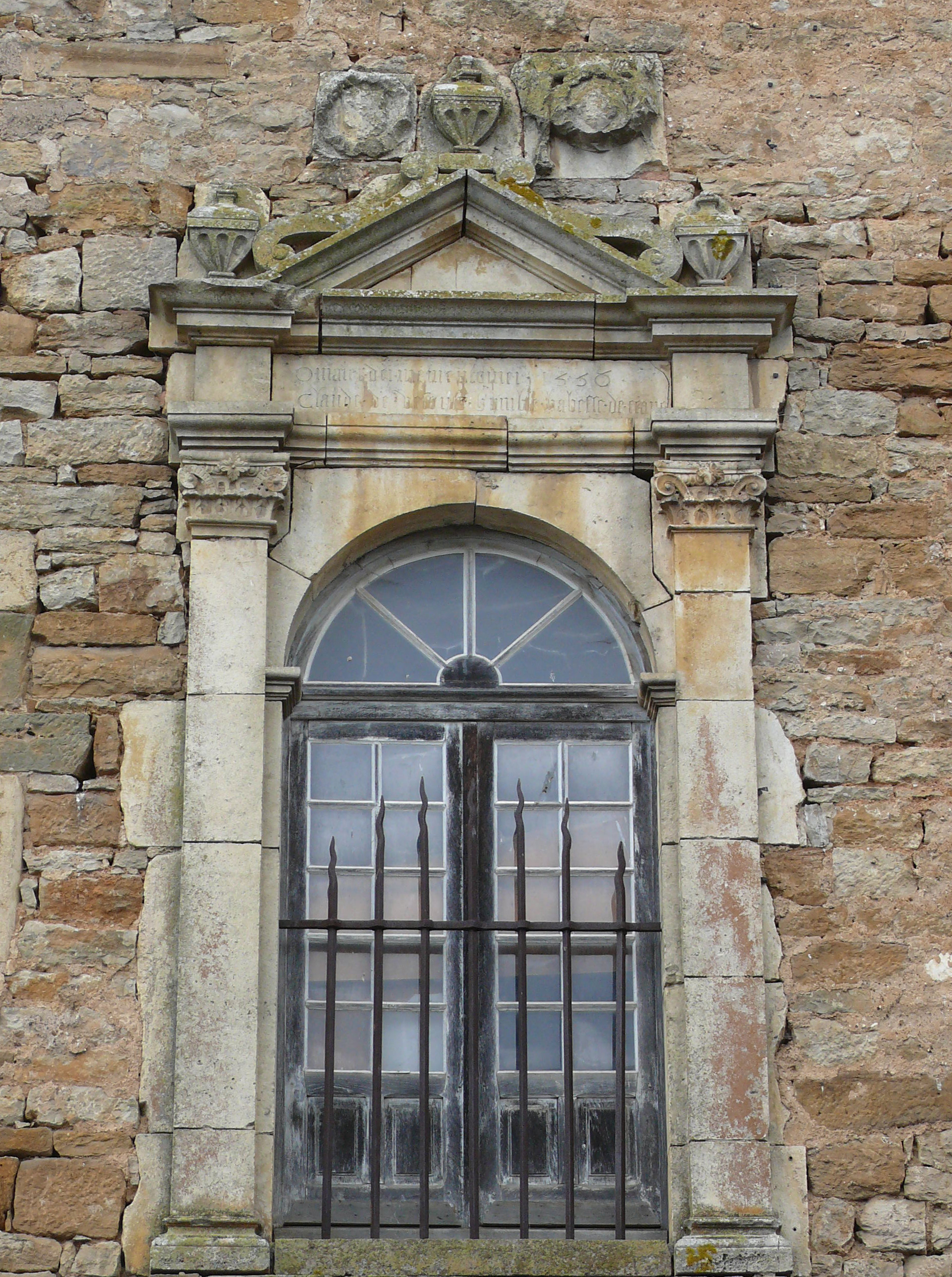
Élément décoratif de l'église, reprise au XVIe siècle, avec l'inscription « O mater Dei, memento mei. 1556 / Claude de Vesoulz, humble habesse de ceans »

Les religieuses vivent dans des maisons particulières situées à proximité de la chapelle et ne se réunissent que pour les exercice de piété. Longtemps, il suffit que les religieuses soient nobles du côté paternel. Un nouveau règlement est cependant édicté par Louis XV en 1731, demandant quatre quartiers, des côtés paternels et maternels.
La profession ne peut être faite qu'à l'âge de 15 ans et la dot est de 1333 livres 6 sous 8 deniers (soit 2000 francs de Bourgogne). Elles portent un habit noir avec une ceinture blanche. Elles portent à partir de 1740 le titre de chanoinesses et doivent être 18 plus des surnuméraires. Elles sont 32 en 1789.
Les bâtiments sont détruits à plusieurs reprises à l'époque moderne, notamment par les Routiers en 1356 puis par les Écorcheurs en 1437, les seigneurs alentour profitant pour usurper leurs biens. Tremblecourt l'incendie encore en 1595 puis les religieuses doivent l'abandonner pendant la guerre de Dix Ans (1636-1648). En 1657 il n'y a plus que l'abbesse et trois moniales avec autant de servantes. À la fin du XVIIe siècle il n'y en a encore que cinq à six. Les revenus de l'abbaye sont transformés en prébendes.
L'abbaye brûle une nouvelle fois en 1686. Les revenus de l'abbaye ne permettent plus sa reconstruction. La solution trouvée a été l'autorisation donnée aux dames de construire à leur frais une maison dans l'enclos de l'abbaye transmissible à une « nièce » - qui n'est pas obligatoirement une parente - qu'elles choisissent. Un traité est passé les 24 et 26 février 1699 entre l'abbesse et son chapitre précisant les modalités de cette individualisation des logements. Les moniales qui choisissent cette individualisation des logements devenaient des « dames particulières ». Les logements doivent être construits autour d'une cour en respectant une disposition ordonnée des façades et imposant un jardinet à l'arrière de chaque maison.
Le chapitre noble de Montigny n'était pas une clôture comme le prescrivait le décret tridentin de novembre 1563 pour les réguliers et les moniales. Après le rattachement de la Franche-Comté au royaume de France, en 1678, les Franciscains de la province de Lyon dont dépendait ce chapitre ont tenté d'imposer la clôture. En 1710, les Franciscains ont tenté de lutter contre la transformation des couvents de Lons-le-Saunier, Migette et Montigny en chapitres nobles. Après une longue procédure judiciaire, ce n'est qu'en 1732 que des lettres patentes du Conseil du roi reconnaissent leur spécificité avec un nouveau règlement.
Les bâtiments sont reconstruits à partir du début du XVIIIe siècle. Des vestiges de l'ancienne abbaye ont été conservées comme le portail de l'abbatiale portant la date de 1556 et la mention de l'abbesse Claude de Vesoul, réemployé comme fenêtre dans la sacristie. Première campagne de reconstruction, entre le début du XVIIIe siècle et  1720 environ : ailes nord et ouest des bâtiments de l'abbaye. La seconde campagne, entre 1720 et 1740, comprend l'extension du clos capitulaire avec la construction de deux ailes parallèles orientées vers le sud où se trouvait la nouvelle entrée. La nouvelle église est implantée au bout de l'aile est. La cour est mise à niveau en 1741 par la construction d'un mur de soutènement, de la configuration de la maison abbatiale, de l'église et de deux maisons canoniales pour permettre la reprise de la pente du terrain. L'église est bâtie par l'architecte Jean-François Tripard en 1725-1729. Un retable est construit dans l'église par Jacques François Marca (1697-1773) d'une famille d'origine piémontaise, en 1737. Les archives ne donnent pas le nom de l'architecte qui a donné les plans de la maison abbatiale mais on connaît celui de l'architecte qui l'a expertisée en 1756 : Nicolas Nicole. La maison abbatiale est reprise en 1769 par l'architecte Jean-Charles Colombot où il réalise le grand escalier dont les ferronneries portent les armes de l'abbesse : Maris-Charlotte Tricornot du Trembloy.
En 1789, l'abbaye compte une quarantaine de chanoinesses logeant dans les 18 maisons de l'enclos capitulaire. Les décrets révolutionnaires prévoyant que les biens de l'Église étaient la propriété de la Nation. L'abbaye est vendue comme bien national à la Révolution française. Les chanoinesses qui étaient encore présentes ont dû racheter leurs maisons. Certaines ont aussi racheté l'église sous un prête-nom. En 1827, à la mort de la dernière chanoinesse, ses biens ont été légués à l'évêché. L'évêché autorise l'installation de carmes déchaussés dans les deux maison contigües à l'église, entre 1844 et 1864. Une communauté de bénédictines de l'Adoration perpétuelle du Saint-Sacrement de Bellemagny (Haut-Rhin) les remplace en 1874. Après la loi de séparation des Églises et de l'État, en 1905, entraînant le départ de la communauté, les bâtiments sont vendus. Au XIXe siècle, certaines maisons canoniales ont été transformées en granges.

## Protection
L'abbaye, y compris le clos et les anciens communs du quartier abbatial fait l’objet d’une inscription au titre des monuments historiques depuis le 9 novembre 1994.
Puis l'ensemble des maisons canoniales subsistantes de l'abbaye, y compris le cas échéant leur jardin ; église abbatiale ; quartier abbatial ; cour, y compris les murs de soutènement sur la rue au sud, et jardin en contrebas de l'entrée ouest fait l’objet d’un classement au titre des monuments historiques depuis le 25 avril 1997.

## Liste des abbesses
- 1310-1315 : Heluis de Ray
- 1350-1354 : Jeanne de Faucogney
- 1402-1440 : Catherine de Scye
- 1475 : Jeanne de Voisey
- 1494 : Marguerite de Franquemont
- 1507 : Marie de Chevreux
- 1532 : Guillemette de la Baume
- 1554-1560 : Claude de Vesoul
- 1560-1573 : Antoinette de Cul
- 1574-1583 : Catherine de la Rochette
- 1584-1603 : Phillipe d'Avanne
- 1604 : Béatrice Precipiano
- 1651-1653 : Anne de Saint-Mauris
- 1653 : Hélène de Visemal
- 1674 : Claude-Louise de Ronchault
- 1699 : Anne-Françoise de Cul
- 1711 : Claudine-Antoine Rigault du Tilleret
- 1718 : Thérèse-Charlotte Pétremand d'Amondans
- 1724-1767 : Marie-Anne-Gabrielle de Monnier
- 1768 : Anne-Catherine Lefèvre d'Ormesson
- 1769 : Marie-Charlotte Tricornot du Trembloy
- 1788-1790 : Marie-Charlotte-Elisabeth de Guyot de Mancenans

## Galerie

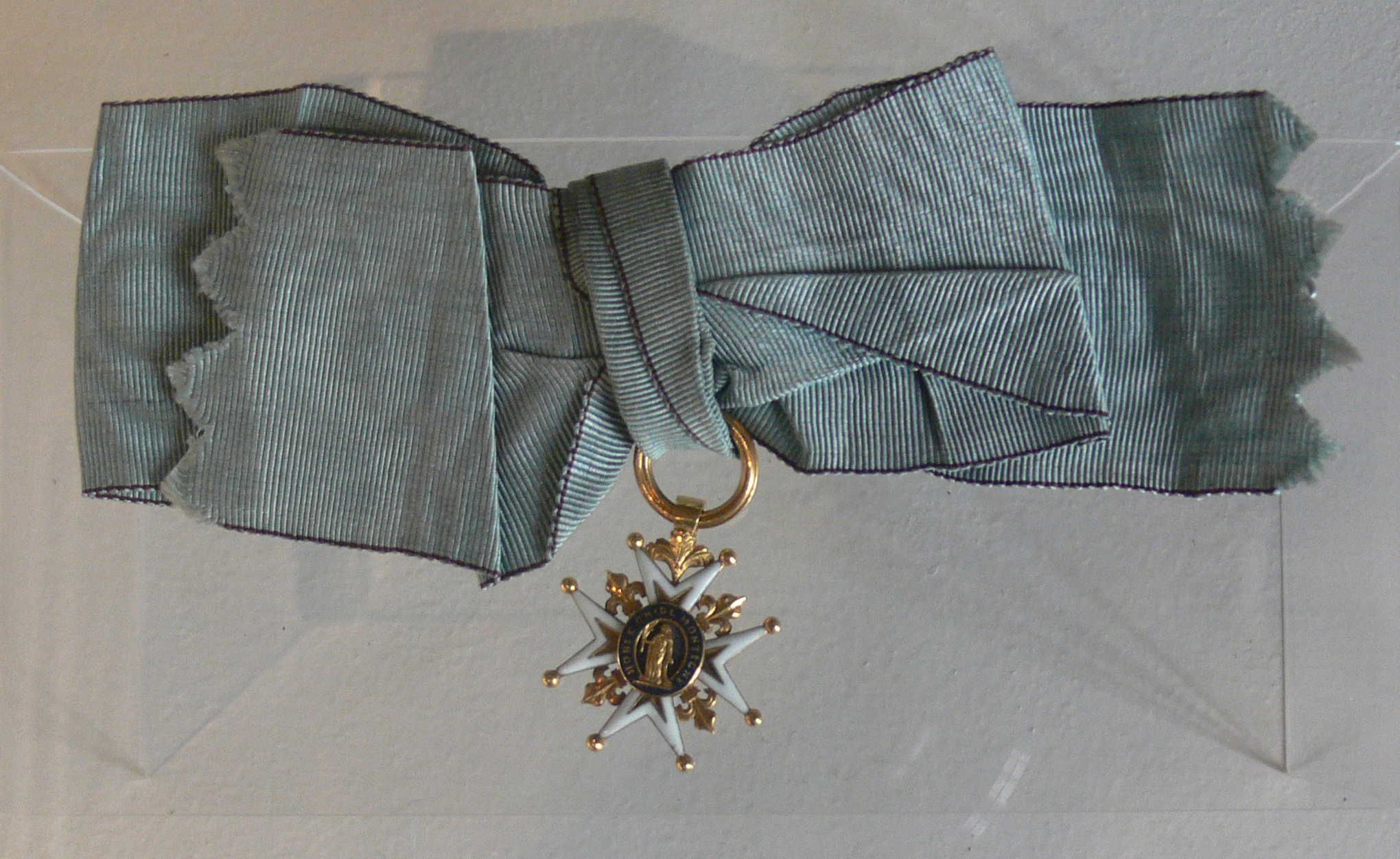
Médaille des dames du chapitre, années 1760-1770.

## Sources
1. ↑  Nouveau dictionnaire des communes, vol. 4, Vesoul : SALSA, 1972, p. 188
2. 1 2  Nouveau dictionnaire des communes, vol. 4, Vesoul : SALSA, 1972, p. 189
3. ↑  Mickaël Zito, « Les Marca (fin XVIIe – début XIXe siècles). Itinéraires et activité d’une dynastie de stucateurs piémontais en Franche-Comté et en Bourgogne », Actes du colloque 2014
4. ↑  Nouveau dictionnaire des communes, vol. 4, Vesoul : SALSA, 1972, p. 190
5. ↑  Mignerey 2022, p. 228
6. 1 2  Notice no PA00102230, sur la plateforme ouverte du patrimoine, base Mérimée, ministère français de la Culture